# Delfinowiec południowy
Delfinowiec południowy, delfin południowy (Sagmatias australis) – gatunek ssaka morskiego z rodziny  delfinowatych (Delphinidae).

## Taksonomia
Gatunek po raz pierwszy zgodnie z zasadami nazewnictwa binominalnego opisał w 1848 roku amerykański zoolog i artysta Titian Ramsay Peale nadając mu nazwę Phocæna australis. Miejsce typowe to obszar u wybrzeży Patagonii, w Argentynie, 1 dzień żeglugi na północ od Cieśniny LeMaire. Nie wiadomo, co stało się z holotypem Phocaena australis który nazwał Peale w 1848 roku po tym, jak został zabity harpunem i zabezpieczony na pokładzie statku, ale wykonano doskonały rysunek tego okazu, który pojawił się jako rycina 5, figura 1 w publikacji Johna Cassina z 1858 roku, gdzie został zidentyfikowany jako Delphinus obscurus. Na podstawie artykułu o sygnaturze 73.1.4 Międzynarodowej Komisji Nomenklatury Zoologicznej z 1999 roku rycinę tę można wyznaczyć jako holotyp. Według Philipa Hershkovitza w jego publikacji z 1966 roku „okaz typowy był widziany 12 lutego 1839 roku, ale nie został zachowany”.
Analizy przeprowadzone w 2019 roku w oparciu o dane molekularne ujawniły, że tradycyjnie uznawany Lagenorhynchus nie jest monofiletyczny i należy podzielić go na trzy odrębne rodzaje: Lagenorhynchus, Leucopleurus i SagmatiasAutorzy Illustrated Checklist of the Mammals of the World uznają ten gatunek za monotypowy. 

### Etymologia
- Sagmatias: gr. σαγμα sagma, σαγματος sagmatos „siodło”; nowołac. przyrostek -ias „wskazanie na posiadanie lub cechę szczególną”[20].
- australis: łac. australis „południowy”, od auster, austri „południe”[21][18].

## Zasięg występowania
Delfinowiec południowy występuje w przybrzeżnych wodach południowej Ameryki Południowej od około 33° szerokości geograficznej południowej na Oceanie Spokojnym i około 38° szerokości geograficznej południowej na Oceanie Atlantyckim i na południe do Cieśniny Drake’a (około 59° szerokości geograficznej południowej) i Falklandów.

## Morfologia
Długość ciała samic o 210 cm, samców do 220 cm; masa ciała do 115 kg. Noworodki osiągają długość ciała 98–130 cm. Ma czarną głowę, grzbiet i płetwy, białe gardło i brzuch, posiada też srebrzyste plamy po bokach i krótki dziób. Ma do 37 par zębów w górnej szczęce i 34 par w dolnej.

## Ekologia
Delfiny te żyją w niewielkich grupach, od 5 do 20 osobników, choć jesienią są spotykane większe.

## Status zagrożenia
W Czerwonej księdze gatunków zagrożonych Międzynarodowej Unii Ochrony Przyrody i Jej Zasobów został zaliczony do kategorii LC (ang. least concern „najmniejszej troski”). Zwierzęta te są zagrożone w wyniku połowu przez chilijskich rybaków. 